# Gia Dục quan

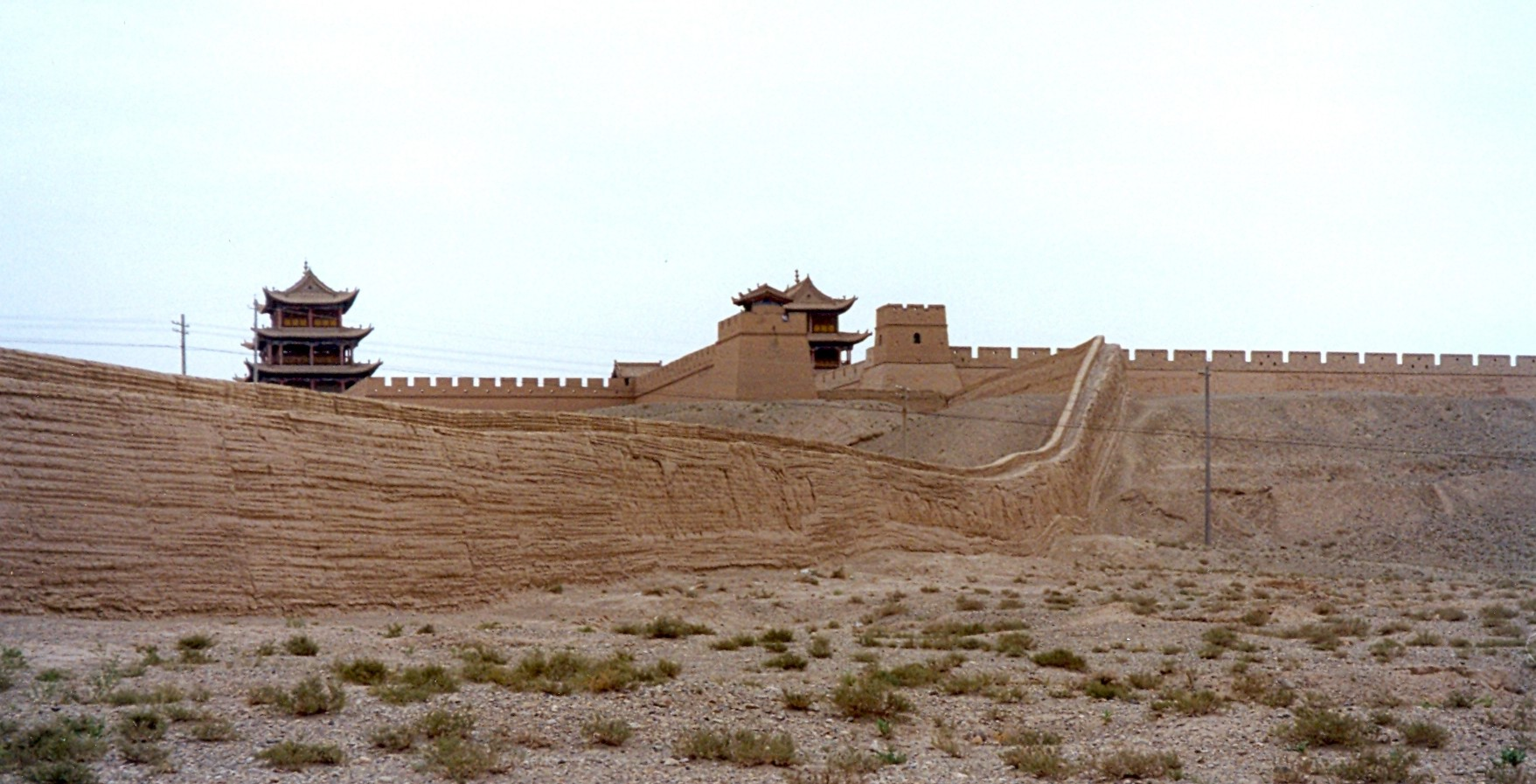
Một đoạn Vạn Lý Trường Thành gần pháo đài ở Gia Dục quan

Gia Dục quan (giản thể: 嘉峪关; phồn thể: 嘉峪關; bính âm: Jiāyù Guān; nghĩa đen 'Cửa ải Thung lũng Thượng hạng') là một cửa ải ở cực tây của Vạn Lý Trường Thành, gần trung tâm đô thị của thành phố Gia Dục Quan tại tỉnh Cam Túc, Trung Quốc. Cùng với Cư Dung quan và Sơn Hải quan, đây là một trong các cửa ải chính của Vạn Lý Trường Thành.

## Vị trí
Cửa ải nằm ở điểm hẹp nhất ở phần phía tây của hành lang Hà Tây, 6 km về phía tây nam thành phố Gia Dục Quan tại Cam Túc. Công trình nằm giữa hai ngọn đồi, một đồi cũng được mang tên Gia Dục Quan. Cửa ải được xây dựng gần một ốc đảo ở cực tây của Trung Quốc bản thổ.

## Mô tả
Cửa ải có hình thang với chu vi 733 mét và diện tích trên 33.500 m². Tổng chiều dài tường thành là 733 mét và chiều cao tường thành là 11 mét.
Cửa ải có hai cổng: một ở phía đông và một ở phía tây. Mỗi cổng đều có một công trình. Một dòng chữ "Gia Dục quan" bằng Hán tự được viết trên một tấm bản tại cửa phía tây. Mặc phái nam và phía bắc của cửa ải được kết nối với Vạn Lý Trường Thành. Có một tháp canh tại mỗi góc cạnh của cửa ải. Ở phía bắc, bên trong hai cửa, có những con đường rộng dẫn đến đỉnh của cửa ải.
Gia Dục quan bao gồm ba tuyến phòng thủ: thành nội, thành ngoại và các hào nước.

## Truyền thuyết và lịch sử
Một truyền thuyết nổi tiếng đã kể lại tỉ mị kế hoạch xây dựng cửa ải. Theo đó, khi Gia Dục quan được lên kế hoạch, quan phụ trách đã yêu cầu người phác thảo ước lượng chính xác số gạch cần đến và người phác thảo đã cho ông một con số. Vị quan nghi ngờ ước tính của ông, hỏi vậy liệu có đủ không, người phác thảo đã thêm một viên gạch. Khi Gia Dục quan hoàn thành, có một viên gạch còn sót lại, được đặt lỏng lẻo trên một cổng và nó vẫn còn lại cho đến nay.
Công trình được xây dựng vào đầu thời nhà Minh, khoảng năm 1372. Pháo đài ở cửa ải này được củng cố rất nhiều do triều đình nhà Minh lo ngại trước nguy cơ về một cuộc tấn công quân sự của Thiếp Mộc Nhi, song Thiếp Mộc Nhi đã chết vì tuổi già khi đang dẫn một đội quân viễn chinh hướng đến Trung Quốc.

## Ý nghĩa

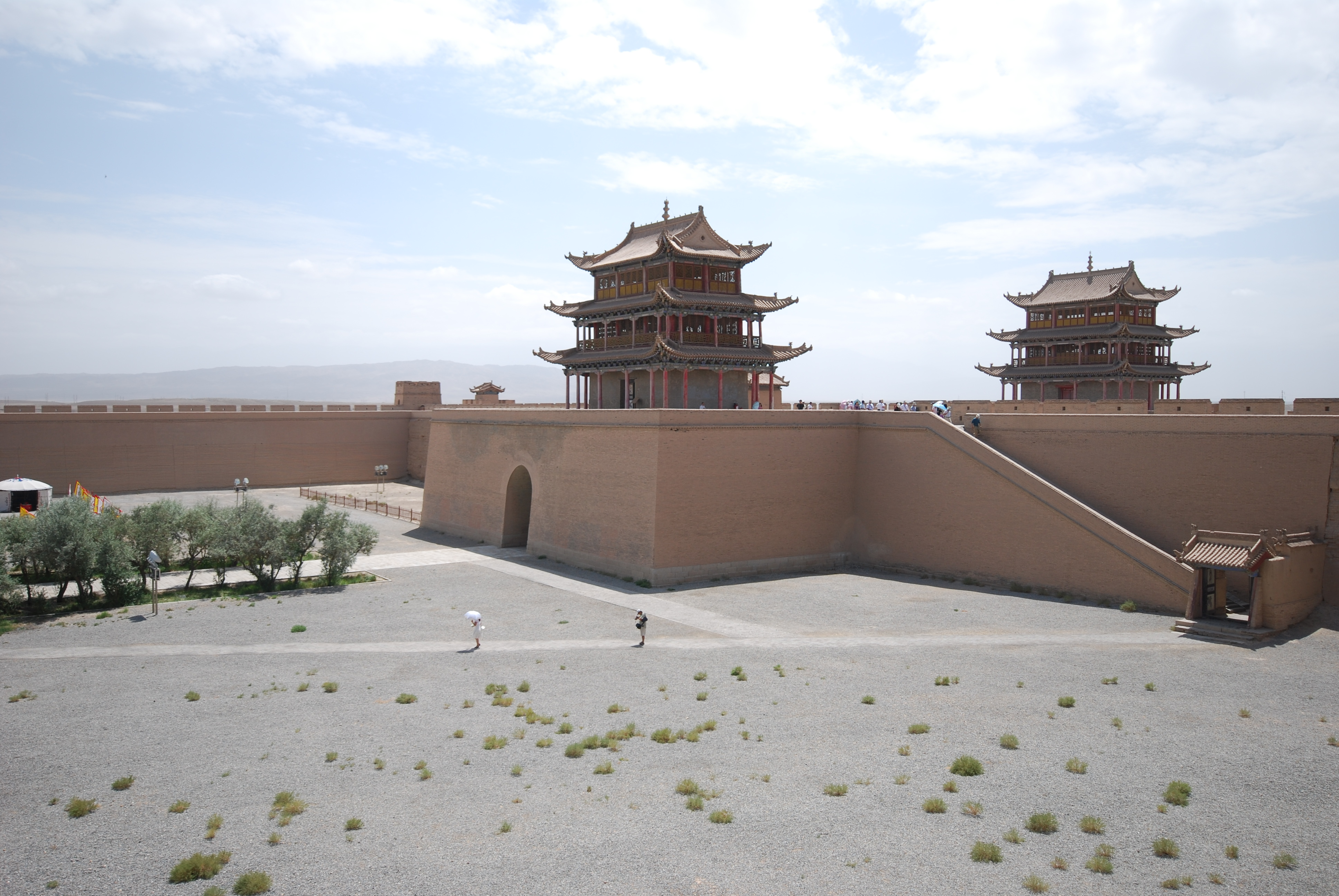
Tháp canh ở Gia Dục quan

Trong số các cửa ải của Vạn Lý Trường Thành, Gia Dục quan là công trình quân sự cổ đại còn lại nguyên vẹn nhất. Cửa ải còn được biết đến với tên "Thiên hạ đệ nhất hùng quan" (天下第一雄关), không nên nhầm lẫn với "Thiên hạ đệ nhất quan" (天下第一关), của Sơn Hải quan ở cực đông Vạn Lý Trường Thành tại Tần Hoàng Đảo, Hà Bắc.
Cửa ải là một hàng điểm quan trọng trên Con đường tơ lụa cổ đại.
Gia Dục quan mang một dấu ấn đáng sợ trong quá khứ vì những người Hán bị trục xuất hay lưu đày qua Gia Dục quan đến khu vực phía tây sẽ không được phép trở lại Trung Nguyên. Trong số những người nổi tiếng từng bị lưu đày qua cửa ải này có Tổng đốc Lưỡng Quảng trong Chiến tranh Nha phiến thời nhà Thanh, Lâm Tắc Từ, người đã chết tại Ürümqi, nơi có một bức tượng để vinh danh ông ngày nay trong một công viên địa phương.
Xung quanh Gia Dục quan có một số di tích lịch sử tại tỉnh Cam Túc và trên Con đường tơ lụa. Nổi tiếng hơn ở Gia Dục quan là hàng nghìn ngôi mộ có niên đại từ thời nhà Ngụy và Tây Tấn (265–420) được phát hiện ở phía đông thành phố trong những năm gần đây. 700 ngôi mộ được khai quật nổi tiếng ở Trung Quốc, và hầu hết các bảo tàng lớn của Trung Quốc đều có thể nhìn thấy các bản sao hoặc ảnh chụp chúng. Những viên gạch xứng đáng với sự nổi tiếng của chúng; chúng đều hấp dẫn và tinh xảo, miêu tả những cảnh trong nhà như chuẩn bị cho một bữa tiệc, nướng thịt, hái dâu tằm, cho gà ăn và chăn ngựa. Trong số 18 ngôi mộ đã được khai quật, chỉ có một ngôi mộ hiện đang mở cửa cho khách du lịch. Nhiều bích họa trên tường được tìm thấy trong và xung quanh khu vực Gia Dục quan nhưng hầu hết không mở cửa cho du khách.

## Hình ảnh

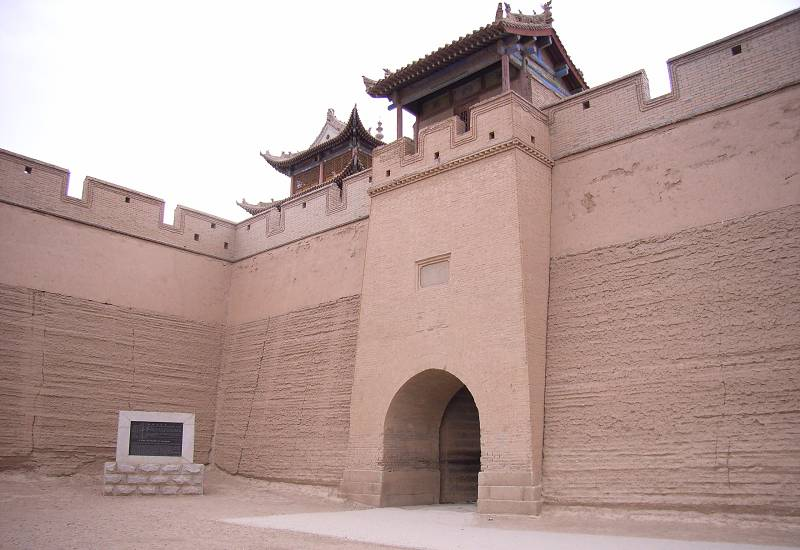
Bức tường kháng thổ một phần (phần trên làm từ gạch bùn) tại Gia Dục quan
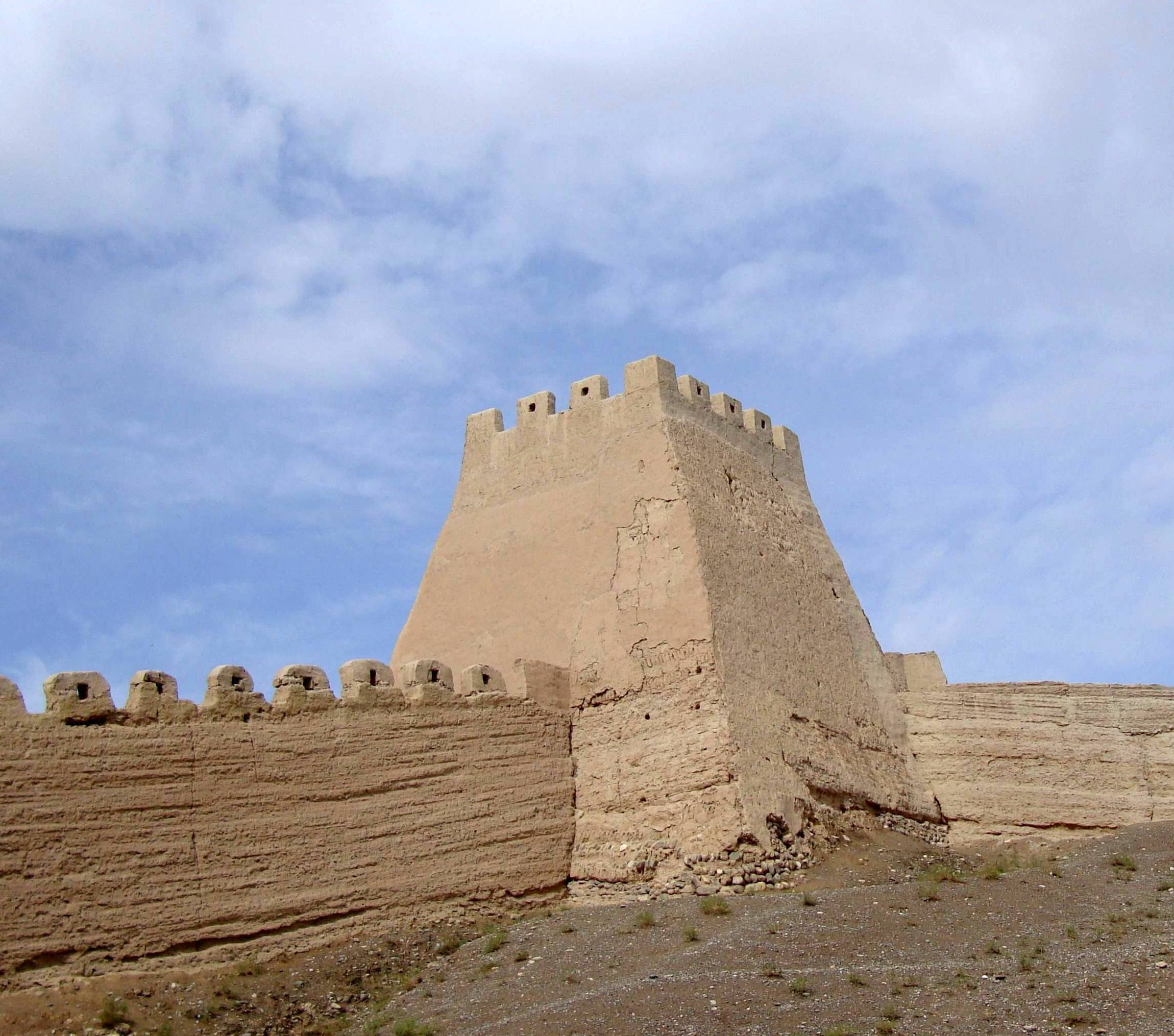
Một tháp canh tại góc cửa ải
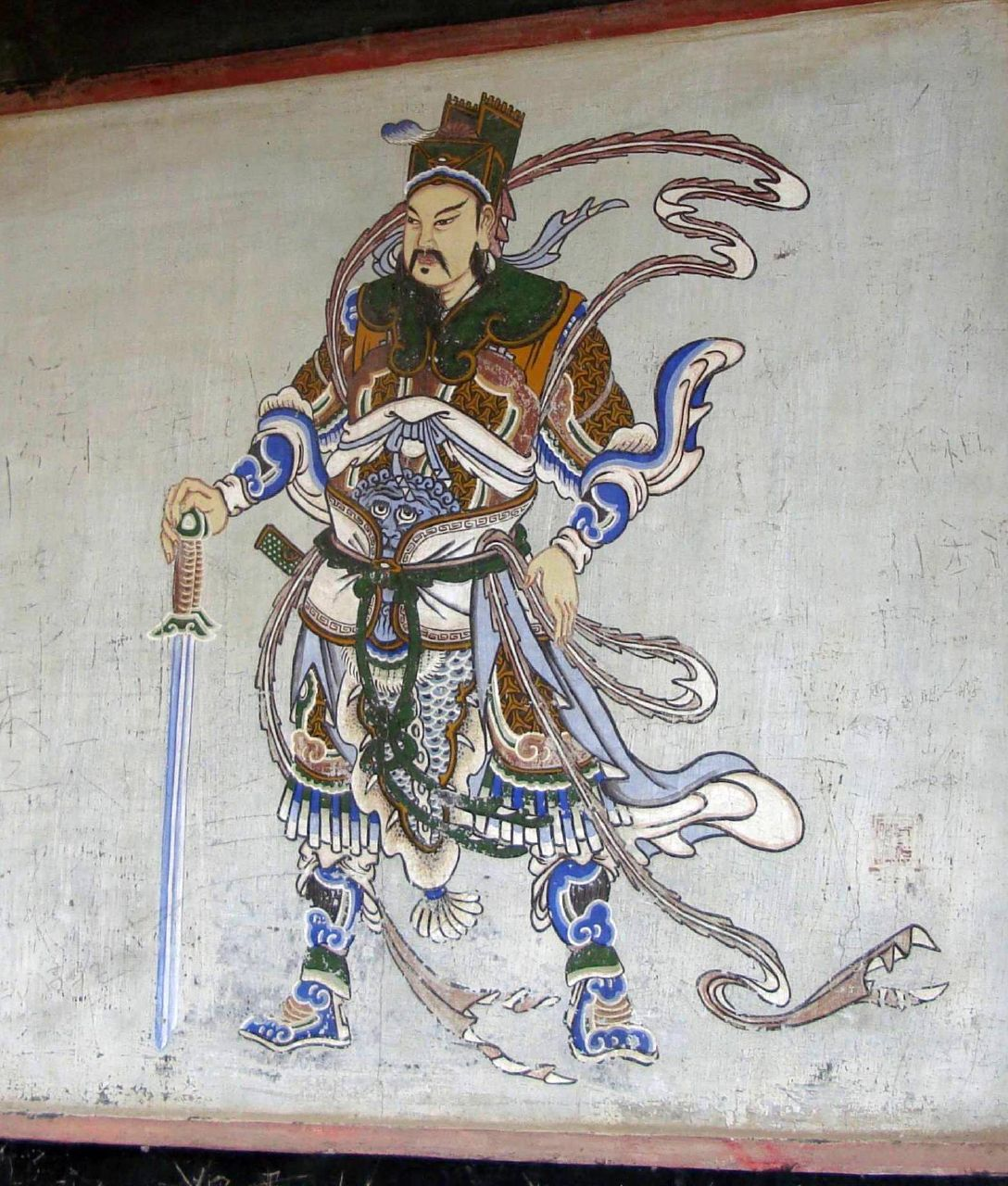
Hình ảnh một vị tướng ở cửa pháo đài
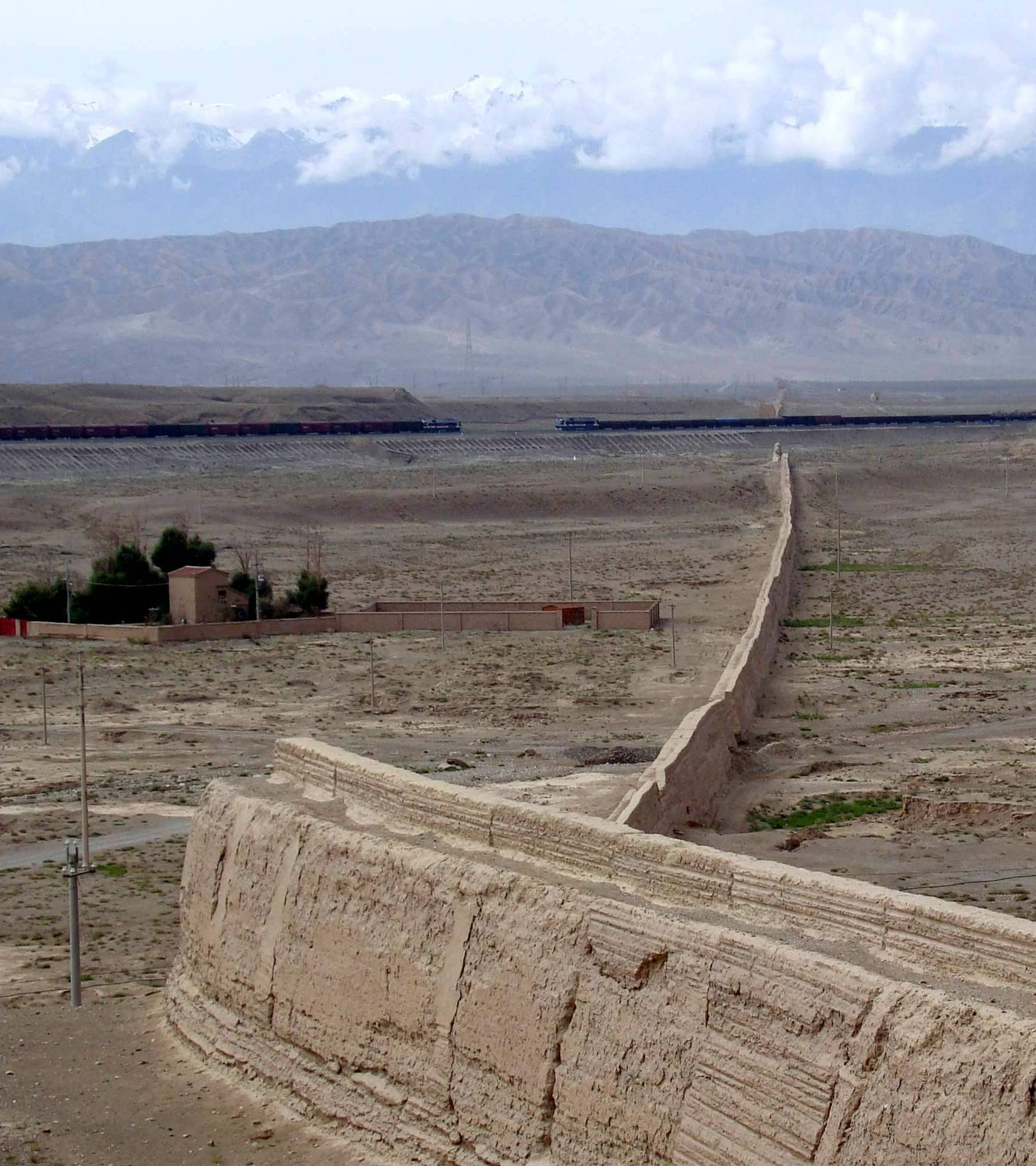
Trường thành gần Gia Dục quan
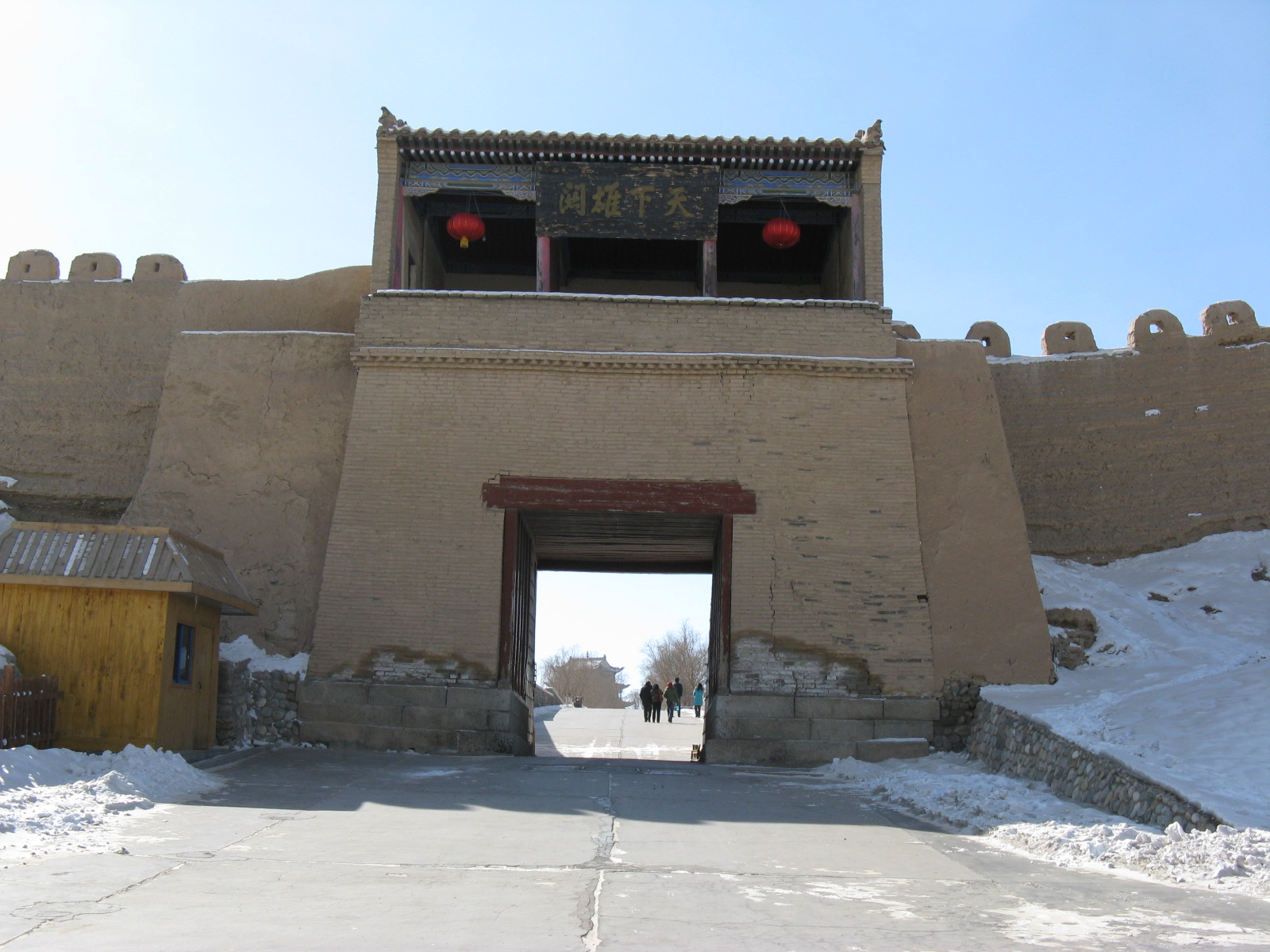
Gia Dục quan
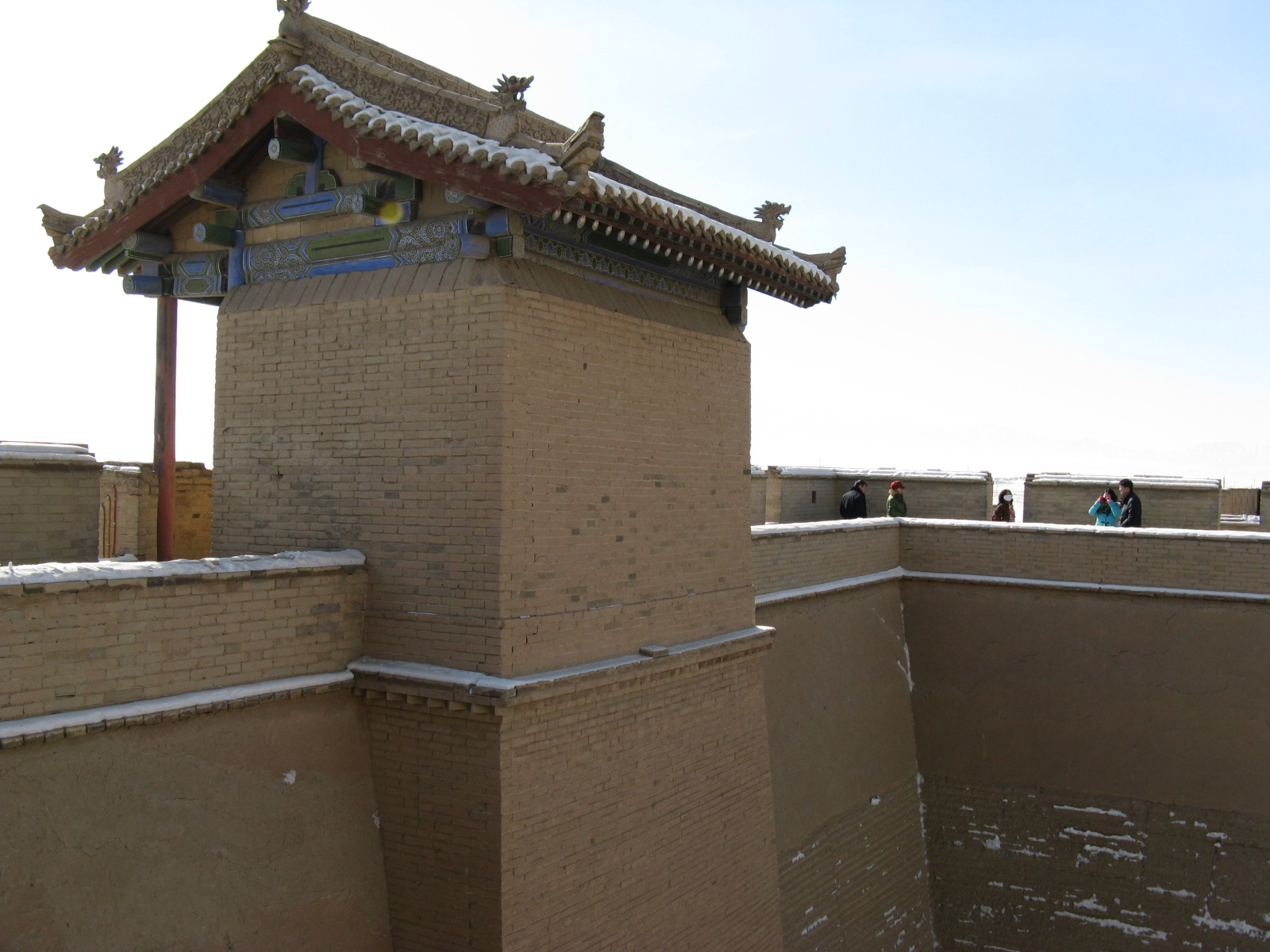
Tường gạch
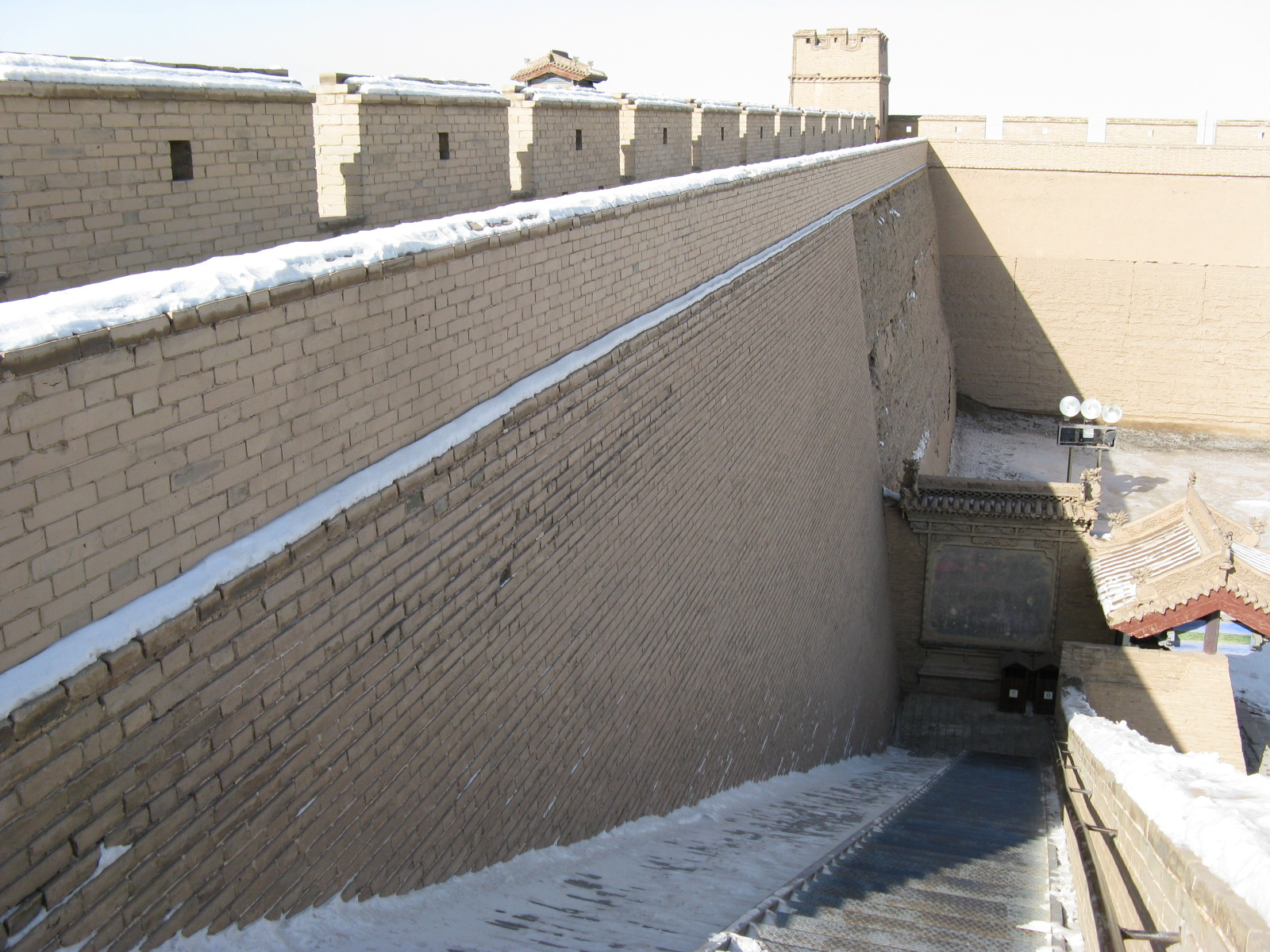
Bậc thang
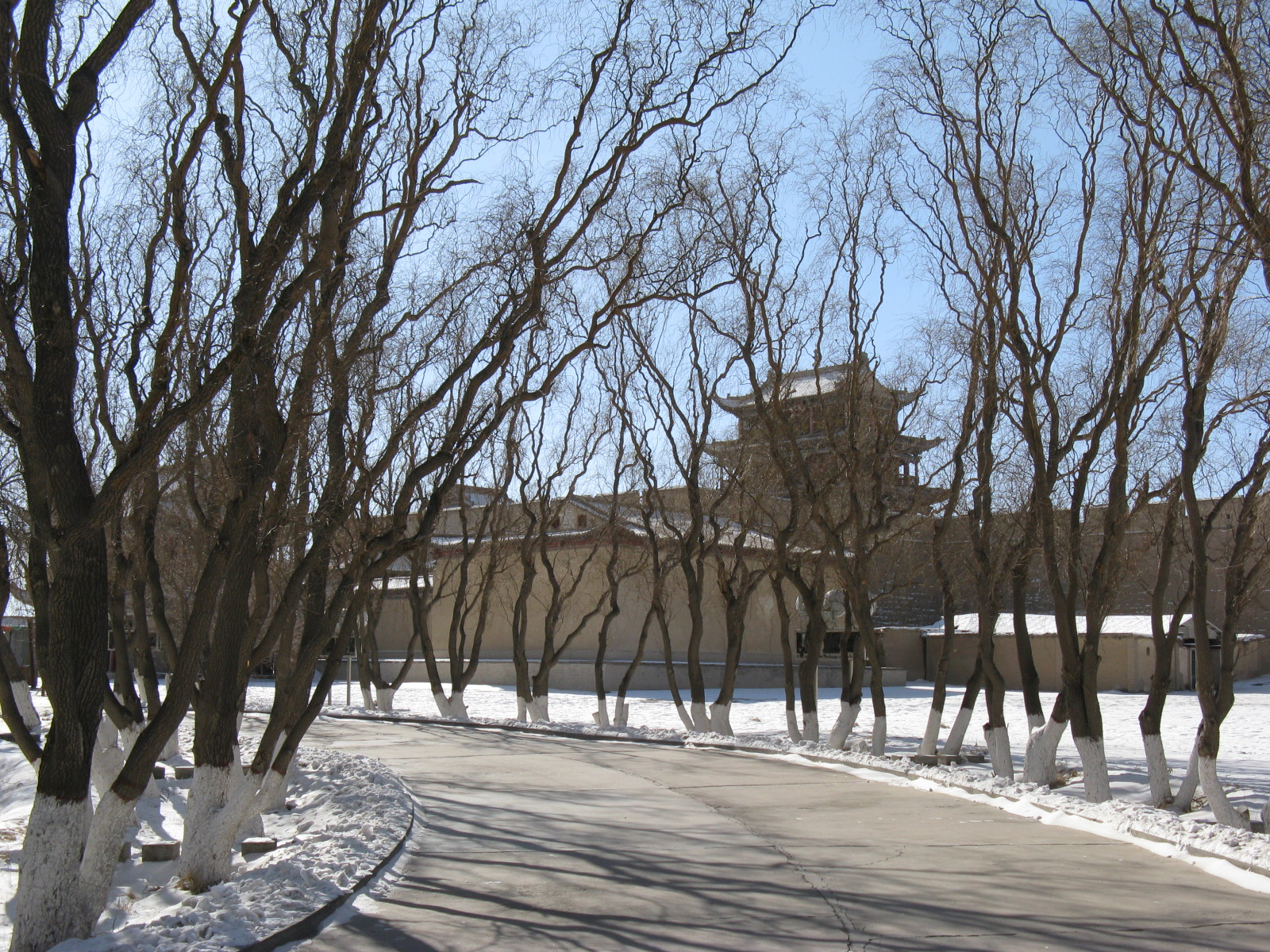
Cây liễu ở Gia Dục quan
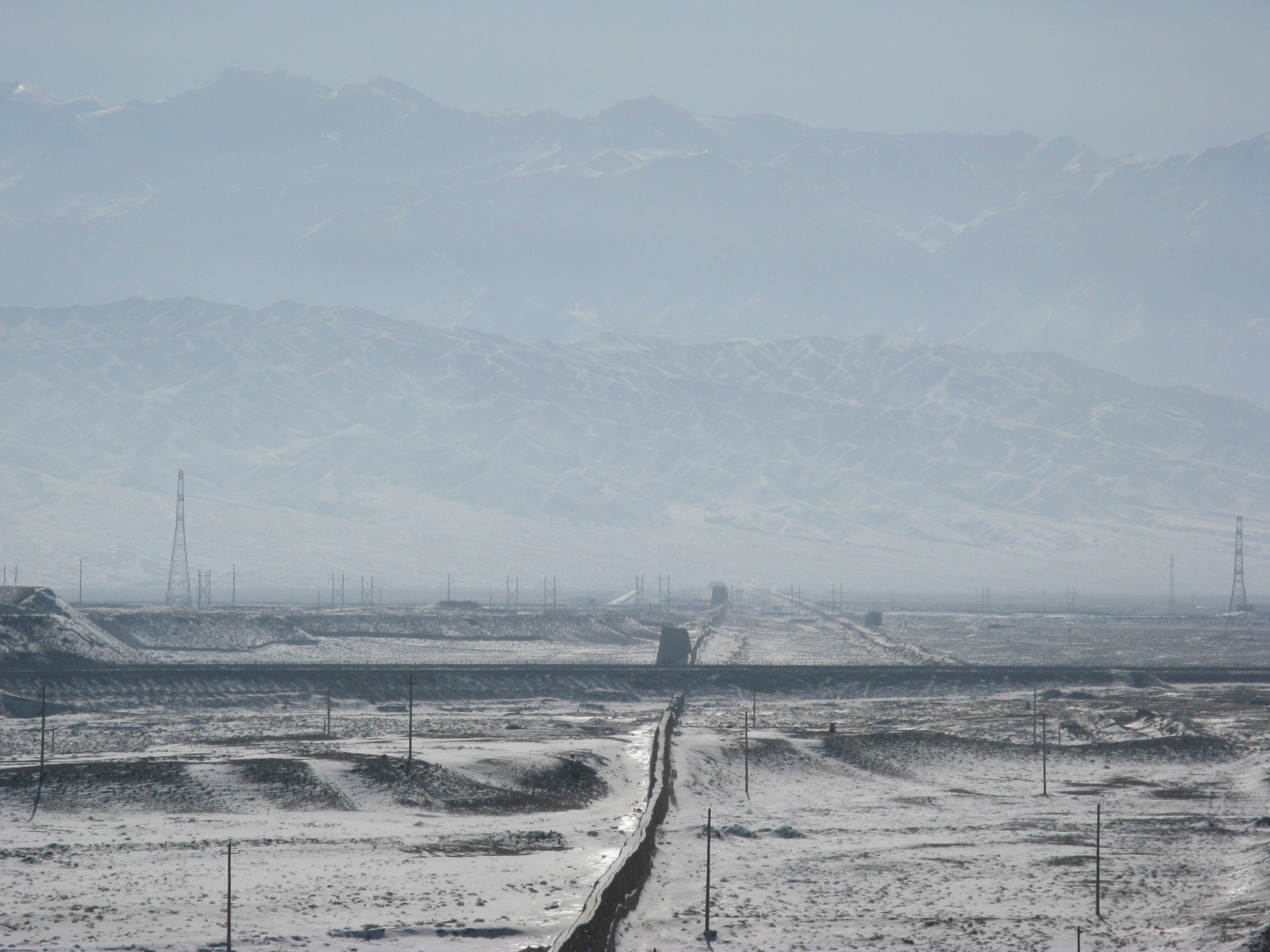
Núi Kỳ Liên Sơn với đoạn Trường thành
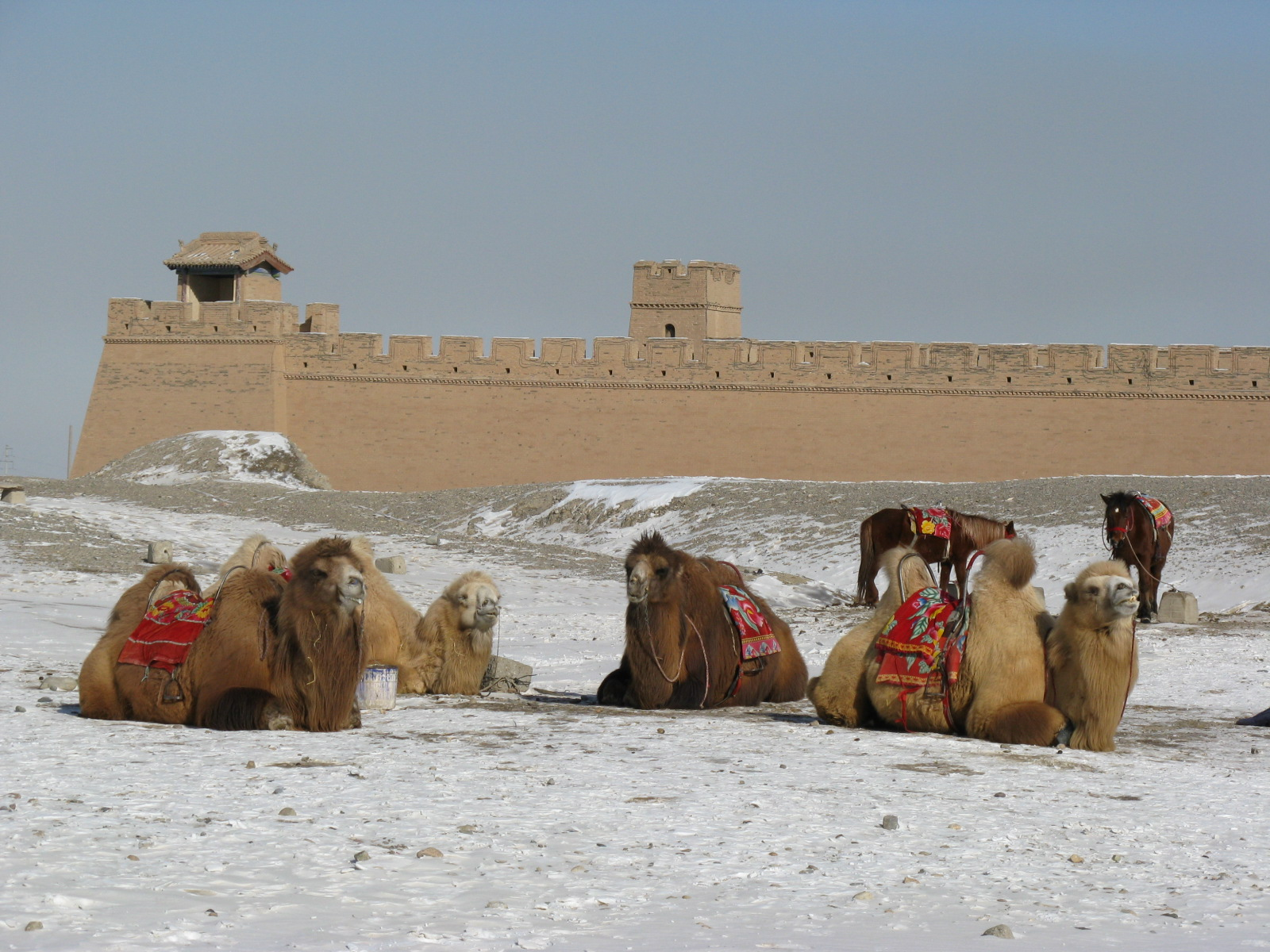
Lạc đà, ngựa và một đoạn Trường thành ở đằng sau